# Wanderer W20
La Wanderer W20 (per esteso Wanderer 8/40 PS Typ W20) è stata un'autovettura di fascia medio-alta prodotta  dalla Casa tedesca Wanderer dal 1932 al 1933.

## Caratteristiche
Chiamata a rappresentare nuovamente il marchio di Chemnitz nella fascia di mercato dei modelli intorno ai 2 litri di cilindrata, la W20 andò a sostituire il modello Wanderer W10/II, ormai non più in listino già dalla fine del 1929. La W20 fu uno di quei modelli della Wanderer alla cui progettazione partecipò anche il grande Ferdinand Porsche: la Casa di Chemnitz fu infatti il primo grande cliente del geniale progettista boemo dopo l'apertura, da parte di quest'ultimo, dell'attività in proprio che quindici anni dopo evolverà nell'omonima Casa di auto sportive.
La W20 nacque sullo stesso telaio a longheroni e traverse in acciaio già utilizzato nei modelli W15 e W17: da questi vennero riprese le soluzioni relative alle sospensioni, del tipo ad assale rigido con molle a balestra, ed all'impianto frenante a quattro tamburi con comando meccanico.
Il motore derivava dall'unità da 1.7 litri montata sulla W17, della quale venne però aumentata la misura dell'alesaggio, portata da 65 a 70 mm, mentre la misura della corsa rimase invariata ad 85 mm, il tutto per una cilindrata complessiva di 1950 cm³. La distribuzione era del tipo a valvole in testa con asse a camme laterale. Con una potenza massima di 40 CV, la vettura raggiungeva una velocità massima di 95 km/h.
Disponibile nelle carrozzerie limousine e cabriolet a 2 porte, la W20 fu prodotta per solo un anno, fino al 1933 (come peraltro anche la W17) e fu sostituita dalla W22.